# 238th Street
238th Street – stacja początkowa metra nowojorskiego, na linii 1. Znajduje się w dzielnicy Bronx, w Nowym Jorku i zlokalizowana jest pomiędzy stacjami Van Cortlandt Park – 242nd Street i 231st Street. Została otwarta 1 sierpnia 1908.